# Annabella Incontrera
Annabella Incontrera (Milán, 11 de junio de 1943 - Roma, 19 de septiembre de 2004) fue una actriz de cine italiana, activa durante lás décadas de 1960 y 1970.

## Biografía
Estudió cine y debutó en la gran pantalla a finales de los 50; durante las dos décadas siguientes intervino en cerca de cuarenta películas, pertenecientes a géneros como el peplo, el spaghetti western, el giallo o la commedia all'italiana. En 1969 se casó con Guglielo Biraghi, con el que tuvo un hijo y del que se divorció tras cuatro años de matrimonio.

## Filmografía

### Cine
- L'inferno addosso (1959)
- Maciste contro il vampiro (1961)
- Una domenica d'estate (1962)
- L'uomo che bruciò il suo cadavere (1964)
- L'arcidiavolo, dirigida por Ettore Scola (1966)
- Operazione Goldsnake (1966)
- A suon di lupara (1967)
- L'imboscata (1967, acreditada como Annabella)
- Un poker di pistole, dirigida por Giuseppe Vari (1967)
- Quella carogna di Frank Mitraglia (1968)
- A doppia faccia (1969)
- Assassination Bureau (1969)
- Los desesperados (Quei disperati che puzzano di sudore e di morte) (1969)
- Une fille nommée Amour (1969)
- Amore Formula 2 (1970)
- Commando di spie (1970)
- No desearás al vecino del quinto (Due ragazzi da marciapiede), dirigida por Ramón Fernández (1970)
- Un dólar y una tumba (La sfida dei MacKenna), dirigida por Leon Klimovsky (1970)
- È tornato Sabata... hai chiuso un'altra volta (1971)
- Le calde notti di Don Giovanni (1971)
- Roma bene, dirigida por Carlo Lizzani (1971)
- La tarantola dal ventre nero, dirigida por Paolo Cavara (1971)
- I pirati dell'isola verde (1971)
- Quando gli uomini armarono la clava e... con le donne fecero din don (1971, no acreditada)
- Le belve (1971) (episodio Processo a porte chiuse)
- Las lágrimas de Jennifer (Perché quelle strane gocce di sangue sul corpo di Jennifer?), dirigida por Giuliano Carnimeo (1972)
- Sette scialli di seta gialla, dirigida por Sergio Pastore (1972)
- La colonna infame (1972)
- L'illazione, dirigida por Lelio Luttazzi (1972)
- Rivelazioni di un maniaco sessuale al capo della squadra mobile, dirigida por Roberto Bianchi Montero (1972)
- Il gatto di Brooklyn aspirante detective (1973)
- El viaje (Il viaggio), de Vittorio de Sica (1974)
- Verginità (1974)
- Ciak, si muore (1974)
- Le braghe del padrone (1978)
- Estigma de José Ramón Larraz (1980)

### Televisión
- All'ultimo minuto (1973), miniserie televisiva, episodio Scala reale.